# Reinaldo Azambuja
Reinaldo Azambuja   (Campo Grande, 13 de maig de 1963) és un agropecuarista i polític brasiler, és l'actual governador de Mato Grosso do Sul des rec que ocuparà fins al dia 1 de gener de 2023.
Nascut a Campo Grande, fill de Zulmira i Roberto, ja mort, Azambuja va començar la cursar Administració d'Empreses en la Universitat Catòlica Don Bosco, en la seva ciutat natal, però va desistir el mateix any, en 1982, sorprès per la mort del pare i impulsat a assumir els negocis agropecuaris de la família. Es va canviar per Maracaju, en l'interior de l'estat, després de fer els 18 anys, es va casar amb Fátima Silva amb qui tenen tres fills: Thiago, Rafael i Rodrigo.

## Trajectòria política
Azambuja, afiliat al PSDB, es va elegir alcalde de Maracaju en 1996, concorrent amb Germano Francisco Bellan (PDT) i Luiz Gonzaga Plata Braga (PTB). Reinaldo es va elegir pel seu primer mandat en Maracaju amb 44,03% dels vots vàlids. Reinaldo també va ser reelegit en 2000 amb 61,61% de l'electorat, contra Albert Cruz Kuendig (PT), i succeït en 2005 pel seu cosí, Maurílio Azambuja (PFL). A més d'això, durant aquest període també va presidir l'Associació dels Municipis de Mato Grosso do Sul (Assomasul).
En 2006, es va elegir diputat estatal i va obtenir la major votació de la història de Mato Grosso do Sul, aconseguint prop de 47.772 vots. En les disputes de 2010, es va elegir diputat federal per la col·ligació Amor, Treball i Fe, amb prop de 122.213 vots vàlids.
Es va presentar, candidat a l'Alcaldia de Campo Grande en 2012, obtenint 113.629 vots en el primer torn, equivalent a 25,43% dels vots vàlids, però va perdre la disputa pel segon torn, que va passar entre els candidats Giroto, del PMDB, i Alcides Bernal, del PP, tenint est últim sortit com vencedor en la disputa pel càrrec.

## Governador del Mato Grosso do Sul
En les eleccions de Mato Grosso do Sul en 2014, va concórrer al càrrec de governador en placa amb la regidora de Campo Grande, Rose Modesto (PSDB). Concorrent amb l'exalcalde de Campo Grande, Nelson Trad Filho (PMDB) i del llavors senador del PT, Delcídio Amaral. Azambuja va acabar el primer torn en segon lloc, revertint la col·locació i elegint-se governador en segon torn amb 55,34% dels vots contra el candidat Delcídio Amaral.

## Reelecció
En les eleccions estatals de 2018, Azambuja va concórrer a la reelecció del govern de l'estat. Com vice, va ser indicat l'exalcalde de Daurats i ex-sotsgovernador Murilo Zauith (DEM). Entre els concurrents estaven l'exalcalde de Món Nou, Humberto Amaducci (PT), l'expresident de l'Assemblea Legislativa del Mato Grosso do Sul, Junior Mochi i el jutge federal Odilon de Oliveira (PDT). Contra l'últim, Azambuja es va classificar pel segon torn, vencent-ho amb 52.35% dels vots.

## Gabinet

### Primer teit
| Carpeta                                     | Titular                         | Trencat | Trencat                                  |
| ------------------------------------------- | ------------------------------- | ------- | ---------------------------------------- |
| Administració i desburocratització          | Carles Albert d'Assís           |         | Partit de la Social Democràcia Brasilera |
| Casa Civil                                  | Sergio de Paula                 |         | Partit de la Social Democràcia Brasilera |
| Cultura, Turisme, Emprenedoria i Innovació  | Athayde Nery                    |         | Partit Popular Socialista                |
| Desenvolupament Econòmic i Medi Ambient     | Jaime Verruck                   |         | Partit de la Social Democràcia Brasilera |
| Drets Humans, Inclusió i Assistència Social | rosa modesta                    |         | Partit de la Social Democràcia Brasilera |
| Educació                                    | Maria Cecilia Amendola da Motta |         | Partit de la Social Democràcia Brasilera |
| Granja                                      | Marcio Monteiro                 |         | Partit de la Social Democràcia Brasilera |
| Govern i Gestió Estratègica                 | Eduardo Riedel                  |         | Partit de la Social Democràcia Brasilera |
| Habitatge                                   | Maria do Carmo Avesani          |         | Independent                              |
| Infraestructura                             | Marcelo Miglioli                |         | Partit de la Socialdemocràcia Brasilera  |
| Justícia i Seguretat Pública                | Silvio Cesar Maluf              |         | Independent                              |
| Salut                                       | Nelson Tavares                  |         | Independent                              |

### Segon trimestre
| Carpeta                                     | Titular                              | Trencat | Trencat                                 |
| ------------------------------------------- | ------------------------------------ | ------- | --------------------------------------- |
| Administració i desburocratització          | Roberto Hashioka                     |         | Partit de la Socialdemocràcia Brasilera |
| Articulació política                        | Sergio de Paula                      |         | Partit de la Socialdemocràcia Brasilera |
| Desenvolupament Econòmic i Medi Ambient     | Jaime Verruck                        |         | Partit de la Socialdemocràcia Brasilera |
| Drets Humans, Inclusió i Assistència Social | Elisa Cléia Pinheiro Rodrigues Nobre |         | Independent                             |
| Educació                                    | Maria Cecilia Amendola da Motta      |         | Partit de la Socialdemocràcia Brasilera |
| Granja                                      | Felipe Mattos de Lima Ribeiro        |         | Independent                             |
| Govern i Gestió Estratègica                 | Eduardo Riedel                       |         | Partit de la Socialdemocràcia Brasilera |
| Infraestructura                             | Murilo Zauith                        |         | Demòcrates (Brasil)                     |
| Justícia i Seguretat Pública                | Antonio Carlos Videira               |         | Independent                             |
| Salut                                       | Geraldo Resende                      |         | Partit de la Socialdemocràcia Brasilera |